# Popęd (psychoanaliza)
Popęd – psychiczna reprezentacja pobudzenia pochodzącego z wnętrza organizmu, z pogranicza tego, co biologiczne, i tego, co psychiczne. W rozumieniu psychoanalitycznym popęd nigdy nie jest uświadamiany. O jego istnieniu możemy się przekonać jedynie dzięki reprezentacji popędu, która jest obsadzona przez popęd.
- Popędy życia (Eros) – służą przetrwaniu jednostki i zachowaniu gatunku. Forma energii, za pośrednictwem której popędy życia spełniają swoje funkcje to libido[potrzebny przypis].
  - Popęd seksualny – tłumiony prowadzi do zaburzeń osobowości i nerwic.
- Popęd śmierci (Tanatos) – popęd destrukcyjny, realizujący nieświadome pragnienie śmierci.
  - Popęd agresji – autodestrukcja zwrócona na zewnątrz przeciw obiektom zastępczym.

Freud spekulował na temat źródła popędów. Stwierdził, że zgodnie z zasadą przyjemności cechą organizmów jest minimalizacja pobudzenia, czyli przejście od stanu wyższego do stanu niższego pobudzenia. Psychicznym efektem tej zmiany jest odczuwanie przyjemności. Popęd jest zatem dążeniem do tego rodzaju zmiany. Autor Poza zasadą przyjemności zwrócił uwagę, że ostateczną granicą redukcji pobudzenia jest dla organizmu śmierć – moment dezintegracji. 
Zatem ostatecznym celem popędu jest śmierć. Jednakże z pewnych zewnętrznych przyczyn organizm musi oddalić się od tego głównego celu, przejść do stanu większej organizacji. Takie wydarzenia wydłużają jedynie drogę do osiągnięcia śmierci. Freud jednakże stwierdził, że śmierć organizmu nie może nastąpić na najprostszej drodze do śmierci, ale na drodze poprzednio przebytej w odwrotnym kierunku. Zatem popęd samozachowawczy chroni indywidualną drogę organizmu do śmierci, jest popędem śmierci.
Twórca psychoanalizy zauważył jednak, że nie wszystkie komórki organizmu podążają drogą rozwoju (specjalizacji). Część z nich pozostaje w formie nierozwiniętej. Są to komórki rozrodcze. Cel, jakim jest minimalizacja stanu pobudzenia, osiągają poprzez nierozwijanie się – pozostawanie ciągle na niskim poziomie zorganizowania. Z uwagi na to muszą żyć dalej z pokolenia na pokolenie w nierozwiniętym stanie. Mogą to realizować poprzez rozmnażanie się całego organizmu, czyli przekazywanie komórek rozrodczych do kolejnego organizmu. Stąd popęd seksualny jest wynikiem ochrony komórek rozrodczych przed ich rozwojem.